# Croton arnhemicus
Espèce
Croton arnhemicus est une espèce de plantes à fleurs du genre Croton et de la famille des Euphorbiaceae, présente du Territoire du Nord au Queensland.
Il a pour synonymes :
- Croton arnhemicus var. typicus, Domin
- Croton arnhemicus var. urenifolius, Baill., 1866
- Oxydectes arnhemica (Müll.Arg.) Kuntze